# Courageous (film)
Pour plus de détails, voir Fiche technique et Distribution.
Courageous est un film chrétien américain réalisé par Alex Kendrick, sorti le 26 aout 2011 aux États-Unis. 

## Synopsis
Adam Mitchell, Nathan Hayes et leurs collègues sont des policiers confiants et dévoués dans leur travail. Ils sont toujours prêts au pire. Pourtant, quand ils enlèvent leurs badges à la fin de la journée, ils font face à un défi qu'aucun d'entre eux n'est vraiment prêt à aborder : la paternité. Alors qu'ils donnent toujours le meilleur d'eux-mêmes au travail, ce n'est pas toujours le cas dans leur famille. Puis ils découvrent qu'il leur manque quelque chose. Ils savent que Dieu désire tourner les cœurs des pères vers leurs enfants, mais leurs enfants commencent à dériver de plus en plus loin d'eux. Lorsque la tragédie frappe à la maison, ces hommes se retrouvent aux prises avec leurs espoirs, leurs craintes et leur foi.

## Réception

### Critiques
Metacritic a enregistré une note de 42/100 des critiques .
Rotten Tomatoes a enregistré un note de 36% des critiques et 86% de l’audience .

### Box-office
Le film a récolté 35 millions de dollars au box-office mondial
pour un budget de 2 millions de dollars.

## Récompenses
| Année | Prix       | Catégorie                 | Intitulé   | Résultat |
| ----- | ---------- | ------------------------- | ---------- | -------- |
| 2013  | Dove Award | Film inspirant de l'année | Courageous | Lauréat  |